# Athyriopsis angustifolia
Athyriopsis angustifolia là một loài thực vật có mạch trong họ Woodsiaceae. Loài này được S.F. Wu miêu tả khoa học đầu tiên năm 1995.